# آصلی ایناندیک
آصلی ایناندیک (انگلیسی: Aslı İnandık؛ زادهٔ ۳ اکتبر ۱۹۸۹) بازیگر اهل ترکیه است. وی از سال ۲۰۱۴ میلادی تاکنون مشغول فعالیت بوده‌است.